# Heaven Is a Place on Earth
Heaven Is a Place on Earth é uma canção interpretada pela cantora estadunidense Belinda Carlisle para o seu segundo álbum, Heaven or Earth (1987). Escrita por Rick Nowels e Ellen Shipley, a música foi lançada como single do álbum em 14 de setembro de 1987, e alcançou o primeiro lugar na Billboard Hot 100 em 5 de dezembro daquele mesmo ano, tornando-se a única canção de Carlisle a alcançar tal feito até hoje. Um mês depois, alcançou o primeiro lugar na UK Singles Chart  do Reino Unido, onde ocupou o pódio por duas semanas.
Foi indicada ao Grammy Award para melhor performance feminina pop no ano de 1987, mas perdeu para "I Wanna Dance with Somebody (Who Loves Me)" da Whitney Houston.

## Composição
A canção foi escrita por Rick Nowels ao lado de Ellen Shipley, pertencendo aos gêneros Power pop e Pop rock com elementos do Rock eletrônico. A música é tocada na clave Mi Maior com 123 batimentos por minutos em um tempo simples. Os vocais de Carlisle abrangem de E3<sub à D#5 . O último refrão da canção, a clave muda para Fá sustenido maior
O backing vocal na música incluem os compositores Nowels e Shipley, bem como Michelle Phillips do grupo The Mamas & the Papas, Chynna Phillips de Wilson Phillips, e a cantora e compositora Diane Warren. O uso de sintetizadores é conduzido por Thomas Dolby.

## Recepção
Em 2017, o redator Dave Ewbert da ShortList colocou a canção na lista das "melhores modulações da história da música". Alex Henderson da AllMusic classificou a canção como a melhor do álbum.

## Na Cultura Popular
A canção está na trilha sonora de "Harold & Kumar Escape from Guantanamo Bay" (2008),  "Love and Other Drugs" (2010) e no episódio "San Junipero" da série Black Mirror. Em 2019, a protagonista de The Handmaid’s Tale, canta a canção no episódio "Heroic".
A banda canadense Alvvays faz uma homenagem a Belinda Carlisle e a "Heaven is a Place On Earth" na faixa "Belinda Says" para o álbum "Blue Rev". A música de Carlisle, serviu de inspiração para a composição da canção "Video Games" da cantora Lana Del Rey.

## Faixas
1. "Heaven Is a Place on Earth" – 4:06
2. "We Can Change" – 3:45 (B-side)
3. "Heaven Is a Place on Earth" (The Heavenly version) – 5:59
4. "Heaven Is a Place on Earth" (versão a cappella) – 3:49

## Desempenho nas tabelas musicais

### Gráficos Semanais
| Gráfico (1987–1988)                           | Melhor posição |
| --------------------------------------------- | -------------- |
| Australia (Australian Music Report)           | 2              |
| Áustria (Ö3 Austria Top 75)                   | 10             |
| Bélgica (Ultratop 50 de Flandres)             | 3              |
| Canadá (RPM Top Singles)                      | 3              |
| Canadá (RPM Adult Contemporary)               | 5              |
| Dinamarca (Tracklisten)                       | 3              |
| Europa (European Hot 100 Singles)             | 1              |
| Finlândia (Suomen virallinen lista)           | 3              |
| Islândia (Íslenski Listinn Topp 10)           | 7              |
| Irlanda (IRMA)                                | 1              |
| Itália (Musica e dischi)                      | 6              |
| Países Baixos (Dutch Top 40)                  | 7              |
| Países Baixos (Single Top 100)                | 7              |
| Nova Zelândia (Recorded Music NZ)             | 1              |
| Noruega (VG-lista)                            | 1              |
| África do Sul (Springbok Radio)               | 1              |
| Espanha (AFYVE)                               | 10             |
| Suécia (Sverigetopplistan)                    | 1              |
| Suíça (Schweizer Hitparade)                   | 1              |
| Reino Unido (UK Singles Chart)                | 1              |
| Estados Unidos (Billboard Hot 100)            | 1              |
| Estados Unidos (Billboard Adult Contemporary) | 7              |
| US Cash Box Top 100 Singles                   | 1              |
| Alemanha Ocidental (Official German Charts)   | 3              |
| Zimbábue (ZIMA)                               | 1              |

| Gráfico (2023)                   | Melhor posição |
| -------------------------------- | -------------- |
| Polônia (Polish Airplay Top 100) | 55             |

 
|

### Tabela de Fim de Ano
| Chart (1987)             | Position |
| ------------------------ | -------- |
| Canadá Top Singles (RPM) | 36       |

| Gráficos (1988)                             | Position |
| ------------------------------------------- | -------- |
| Austrália (ARIA)                            | 11       |
| Bélgica (Ultratop 50 Flanders)              | 30       |
| Canadá Top Singles (RPM)                    | 99       |
| Europa (European Hot 100 Singles)           | 22       |
| Países Baixos (Dutch Top 40)                | 61       |
| Países Baixos (Single Top 100)              | 81       |
| Nova Zelândia (Recorded Music NZ)           | 9        |
| África do Sul (Springbok Radio)             | 4        |
| Suíça (Schweizer Hitparade)                 | 8        |
| Reino Unido Singles (Gallup)                | 17       |
| US Billboard Hot 100                        | 7        |
| Alemanha Ocidental (Official German Charts) | 38       |

|}

## Certificações
| Região                                              | Certificação | Vendas  |
| --------------------------------------------------- | ------------ | ------- |
| Canada                                              | Ouro         | 7 500   |
| Dinamarca (IFPI Dinamarca)                          | Ouro         | 7 500^  |
| Reino Unido (BPI)                                   | Platina      | 701,500 |
| ^números de vendas baseados somente na certificação |              |         |

## Ligações Externas
ID do Wikidata: (Q730527)